# Paul pakt uit!
Paul pakt uit! was een Nederlands televisieprogramma dat werd uitgezonden door RTL 4. De presentatie van het programma was in handen van Paul de Leeuw, hier stamt tevens de programmanaam vanaf. Het programma was ontstaan na de succesvolle aflevering van Sint & Paul pakken uit! en toonde tevens gelijkenissen met Mooi! Weer De Leeuw, een succesvol programma van De Leeuw uit 2005.

## Format
In het programma ontving presentator Paul de Leeuw publiek in de studio. In dit publiek zaten mensen die zich hadden aangemeld voor een wens of iemand als verrassing hadden opgegeven om een wens voor diegene uit te laten komen. De Leeuw liet de wensen uitkomen die het leukst waren of een bijzonder verhaal droegen.

### Cadeur
Cadeur was een onderdeel in het programma en is een verbastering van de woorden cadeau en deur. Achter in de studio was een grote deur die ingepakt was als een cadeau. Wanneer iemand in de studio over zijn wens vertelde kwam het voor dat De Leeuw de wens in de studio uit liet komen of dat hij gebruik maakte van de Cadeur. Als hij gebruikmaakte van de Cadeur riepen de mensen in de studio "oh, oh, oh wat een cadeau" hierna opende de deuren en stond daar het cadeau of onderdelen waarmee de wens van diegene uit kon komen.

### Cadeau-to
Cadeau-to was een onderdeel in het programma dat buiten de studio werd opgenomen en is een verbastering van de woorden cadeau en auto. In dit onderdeel reed De Leeuw door Nederland in een auto die versierd is als een cadeau, tevens zit zijn band in de auto die voor muziek zorgt. Met deze auto reed De Leeuw naar mensen toe om hen namens een ander te verrassen.

## Achtergrond

### Ontstaan
Nadat presentator Paul de Leeuw in het najaar van 2018 de overstap maakte van BNNVARA naar televisiezender RTL 4 maakte hij voor RTL een Sinterklaas-programma, dit deed hij immers al jaren bij VARA en BNNVARA. Het programma verscheen onder de naam Sint & Paul pakken uit! en was met 1.581.000 kijkers het best bekeken Sinterklaas-programma en op het journaal na het best bekeken programma van de avond. Daarnaast kreeg het programma van media recensenten complimenten. Hierdoor werd door RTL besloten om het programma om te zetten naar een langere serie die ook buiten de Sinterklaas-tijd uitgezonden kon worden. De naam van het programma werd aangepast van Sint en Paul pakken uit! naar Paul pakt uit! en ging van start op 30 maart 2019.

### Waardering
De eerste aflevering van het programma werd bekeken door 1.207.000 kijkers en was de vijfde best bekeken televisieprogramma van die dag. In tegenstelling tot de programma's die De Leeuw hiervoor presenteerde waarop hij meerdere malen kritiek kreeg, werd dit programma geprezen en vergeleken met de betere programma's die hij presenteerde.
Op 31 december 2019 keerde het programma terug voor een speciale oudejaarseditie die 2,5 uur duurde. Deze speciale aflevering werd gecombineerd met een aflevering Ranking the Stars die tijdens het programma vanuit de studio werd uitgezonden. Deze aflevering werd door 575.000 kijkers bekeken.